# Nati nel 1921/Aprile
| Questa pagina contiene informazioni ricavate automaticamente dalle voci biografiche con l'ausilio del template Bio e di un bot. L'aggiornamento è periodico e automatico e ricostruisce completamente la pagina. Se manca una persona in questa lista, sei pregato di non aggiungerla, ma accertati piuttosto che la sua voce biografica contenga il template Bio e che i dati anagrafici siano correttamente compilati. Se il template Bio manca, inseriscilo tu stesso o, in alternativa, metti l'avviso {{tmp\|Bio}} che ne segnala la mancanza. Se i dati riportati sono sbagliati, correggi direttamente la voce biografica; le modifiche saranno visibili in questa lista entro pochi giorni. Per chiarimenti vedi il progetto biografie. La lista contiene solo le 170 persone che sono citate nell'enciclopedia e per le quali è stato implementato correttamente il template Bio. Pagina aggiornata al 18 giu 2025. |

- 1º aprile - Fred Fortune, bobbista statunitense († 1994)
- 1º aprile - Beau Jack, pugile statunitense († 2000)
- 1º aprile - Aldo Trivella, saltatore con gli sci italiano († 1978)
- 2 aprile - Gilberto Boris Brusa, giornalista e scultore italiano († 2019)
- 2 aprile - Walter Freud, ingegnere chimico austriaco († 2004)
- 2 aprile - David Grazioso, pittore italiano († 2003)
- 2 aprile - Ippolito Ippoliti, calciatore italiano († 1966)
- 2 aprile - Silvano Montanari, politico italiano († 1978)
- 2 aprile - France Roche, giornalista, critica cinematografica e attrice francese († 2013)
- 3 aprile - Aldo Bortolussi, militare italiano († 1943)
- 3 aprile - Armando Corona, medico, imprenditore e politico italiano († 2009)
- 3 aprile - Albertina Giubbolini, stilista italiana († 2009)
- 3 aprile - Giuseppe Margarita, calciatore italiano
- 3 aprile - Bruno Mazzotta, musicista e compositore italiano († 2001)
- 3 aprile - Darío Moreno, cantante e attore turco († 1968)
- 3 aprile - Jan Sterling, attrice statunitense († 2004)
- 4 aprile - Heinz Krügel, allenatore di calcio e calciatore tedesco orientale († 2008)
- 4 aprile - Roger Mathis, calciatore svizzero († 2015)
- 4 aprile - John W. Reynolds, politico e giudice statunitense († 2002)
- 4 aprile - Elizabeth Wilson, attrice statunitense († 2015)
- 5 aprile - Salvatore Cannarozzo, paracadutista italiano († 1953)
- 5 aprile - Onelia Fineschi, soprano italiana († 2004)
- 5 aprile - Christopher Hewett, attore e regista teatrale inglese († 2001)
- 5 aprile - Piero Mocca, calciatore italiano
- 5 aprile - Félix Pironti, calciatore francese († 1999)
- 5 aprile - Orlando Strinati, allenatore di calcio e calciatore italiano († 2004)
- 5 aprile - Ferdinando Valletti, dirigente d'azienda, calciatore e partigiano italiano († 2007)
- 5 aprile - Nie Yuanzi, docente e politica cinese († 2019)
- 6 aprile - Cacilda Becker, attrice brasiliana († 1969)
- 6 aprile - Pietro Augusto Dacomo, militare e partigiano italiano († 1944)
- 6 aprile - Philip Moore, barone Moore, ufficiale inglese († 2009)
- 6 aprile - Charles Perry, cestista statunitense († 2001)
- 6 aprile - Jackie Rea, giocatore di snooker britannico († 2013)
- 6 aprile - Ezio Riondato, filosofo e politico italiano († 2004)
- 6 aprile - Heinrich Schmid, linguista e filologo svizzero († 1999)
- 6 aprile - Wilbur Thompson, pesista statunitense († 2013)
- 7 aprile - Bill Butler, direttore della fotografia statunitense († 2023)
- 7 aprile - Raymond Franchetti, ballerino e direttore artistico francese († 2003)
- 7 aprile - Eugene Albert Harlan, astronomo statunitense († 2014)
- 7 aprile - Adriano Micantoni, attore italiano († 1994)
- 8 aprile - Giuseppe Albani, calciatore e allenatore di calcio italiano († 1989)
- 8 aprile - Franco Corelli, tenore italiano († 2003)
- 8 aprile - Paolo Ketoff, tecnico del suono e inventore italiano († 1996)
- 8 aprile - Alceo Lipizer, calciatore italiano († 1990)
- 8 aprile - Jan Novák, compositore cecoslovacco († 1984)
- 8 aprile - Umberto Renica, calciatore italiano († 1975)
- 8 aprile - Ville Taalikka, pentatleta finlandese († 1994)
- 9 aprile - Francesco Adorno, filosofo e storico della filosofia italiano († 2010)
- 9 aprile - Jean-Marie Balestre, dirigente sportivo francese († 2008)
- 9 aprile - Vince Banonis, giocatore di football americano statunitense († 2010)
- 9 aprile - Roger Bocquet, calciatore svizzero († 1994)
- 9 aprile - Ada Del Vecchio Guelfi, politica italiana († 2002)
- 9 aprile - Mary Jackson, matematica e ingegnera statunitense († 2005)
- 9 aprile - Yitzhak Navon, politico, diplomatico e scrittore israeliano († 2015)
- 9 aprile - Piero Pino, chimico italiano († 1989)
- 9 aprile - Alfred Preißler, calciatore tedesco († 2003)
- 9 aprile - Stojan Puc, scacchista sloveno († 2004)
- 9 aprile - Gérard Rousset, schermidore francese († 2000)
- 9 aprile - Francesco Toni, politico italiano († 1991)
- 9 aprile - George David Weiss, cantautore e compositore statunitense († 2010)
- 10 aprile - Chuck Connors, attore, cestista e giocatore di baseball statunitense († 1992)
- 10 aprile - Nino Costantini, calciatore italiano († 1980)
- 10 aprile - Giuliana Fontanelli, soprano italiano († 2018)
- 10 aprile - Giuseppe Macchi, calciatore italiano († 2011)
- 10 aprile - Arrigo Paladini, partigiano italiano († 1991)
- 10 aprile - Konstantin Reva, pallavolista e allenatore di pallavolo sovietico († 1997)
- 10 aprile - Sergio Rossi, attore e doppiatore italiano († 1998)
- 10 aprile - Robert G. Wade, scacchista neozelandese († 2008)
- 10 aprile - Sheb Wooley, attore statunitense († 2003)
- 10 aprile - Jiří Zmatlík, calciatore cecoslovacco († 2003)
- 11 aprile - Lucos Cozza, archeologo italiano († 2011)
- 11 aprile - Oddvar Hansen, calciatore e allenatore di calcio norvegese († 2011)
- 11 aprile - Leo Moser, matematico austriaco († 1970)
- 11 aprile - Elsa Oliva, pittrice, partigiana e antifascista italiana († 1994)
- 11 aprile - Poul Petersen, allenatore di calcio e calciatore danese († 1997)
- 12 aprile - Jeanne Brousse, partigiana francese († 2017)
- 12 aprile - Carol Emshwiller, scrittrice statunitense († 2019)
- 12 aprile - Enric Marco, sindacalista spagnolo († 2022)
- 12 aprile - Marcel van Meerhaeghe, economista, banchiere e pubblicista belga († 2014)
- 12 aprile - Flavio Orlandi, politico italiano († 2009)
- 12 aprile - Pietro Riccio, politico italiano († 1975)
- 12 aprile - Roberto Vatteroni, partigiano e politico italiano († 2008)
- 13 aprile - Nils Björklöf, canoista finlandese († 1987)
- 13 aprile - Fausto Bonelli, calciatore italiano († 2016)
- 13 aprile - Ugo Dell'Ara, ballerino e coreografo italiano († 2009)
- 13 aprile - Wim Landman, calciatore olandese († 1975)
- 13 aprile - Dona Ivone Lara, cantante e compositrice brasiliana († 2018)
- 13 aprile - Prvoslav Mihajlović, allenatore di calcio e calciatore jugoslavo († 1978)
- 13 aprile - Leo Mogus, cestista statunitense († 1971)
- 13 aprile - Raimondo Ricci, avvocato, politico e partigiano italiano († 2013)
- 13 aprile - Hans Heinrich Thyssen-Bornemisza de Kászon, imprenditore e collezionista d'arte olandese († 2002)
- 14 aprile - Gaetano Berretta, politico italiano († 2014)
- 14 aprile - Cleto Corrain, antropologo e presbitero italiano († 2007)
- 14 aprile - Ugo Fontana, illustratore italiano († 1985)
- 14 aprile - Thomas Schelling, economista statunitense († 2016)
- 15 aprile - Georgij Beregovoj, cosmonauta e aviatore sovietico († 1995)
- 15 aprile - Ted Cook, cestista statunitense († 1990)
- 15 aprile - Sergio Gigli, politico e sindacalista italiano († 2002)
- 15 aprile - Nino Palumbo, scrittore italiano († 1983)
- 15 aprile - Settimia Spizzichino, superstite dell'Olocausto italiana († 2000)
- 15 aprile - Emilia Zinzi, storica dell'arte italiana († 2004)
- 16 aprile - Giovanni Quircio, militare e partigiano italiano († 2000)
- 16 aprile - Peter Ustinov, attore, sceneggiatore e regista britannico († 2004)
- 17 aprile - Grigorij Ivanovič Davidenko, militare e aviatore sovietico († 1945)
- 17 aprile - Roberto Jouvenal, avvocato italiano († 1988)
- 17 aprile - Maurizio Jurgens, autore televisivo, regista radiofonico e commediografo italiano († 1975)
- 17 aprile - Gilberto Malvestuto, partigiano italiano († 2023)
- 17 aprile - Costantino Petrosellini, militare e aviatore italiano († 2015)
- 17 aprile - Graciela Rivera, cantante lirica portoricana († 2011)
- 17 aprile - Umberto Sgarzi, pittore italiano († 2017)
- 17 aprile - Sergio Sollima, regista, sceneggiatore e critico cinematografico italiano († 2015)
- 18 aprile - Franco Fornari, psicoanalista e medico italiano († 1985)
- 18 aprile - Ettore Guatelli, scrittore italiano († 2000)
- 18 aprile - Don Otten, cestista statunitense († 1985)
- 18 aprile - Jean Richard, attore francese († 2001)
- 18 aprile - Miguel Roca Cabanellas, arcivescovo cattolico spagnolo († 1992)
- 19 aprile - Wim Lakenberg, calciatore olandese († 1991)
- 19 aprile - Sven Ivar Seldinger, radiologo svedese († 1998)
- 19 aprile - Roberto Tucci, cardinale italiano († 2015)
- 20 aprile - Clinio Misserville, militare italiano († 1962)
- 21 aprile - Angela Bianchini, scrittrice, ispanista e traduttrice italiana († 2018)
- 21 aprile - Mario Capelli, partigiano italiano († 1944)
- 21 aprile - Bruno Cetto, ingegnere e micologo italiano († 1991)
- 21 aprile - Makala, calciatore spagnolo († 1994)
- 21 aprile - Aldo Gavazzi, calciatore italiano
- 22 aprile - John Allin, vescovo anglicano statunitense († 1998)
- 22 aprile - Cándido Camero, percussionista e polistrumentista cubano († 2020)
- 22 aprile - Vinko Golob, calciatore jugoslavo († 1995)
- 22 aprile - Venancio Pérez García, calciatore spagnolo († 1994)
- 22 aprile - Hisao Tanaka, wrestler statunitense († 1991)
- 23 aprile - Cleto Bellucci, arcivescovo cattolico italiano († 2013)
- 23 aprile - Janet Blair, attrice statunitense († 2007)
- 23 aprile - Nicola Damiani, medico, politico e saggista italiano († 2009)
- 23 aprile - Warren Spahn, giocatore di baseball statunitense († 2003)
- 23 aprile - Carlo Stradella, calciatore italiano († 1995)
- 24 aprile - Joseph Adetunji Adefarasin, magistrato, giurista e attivista nigeriano († 1989)
- 24 aprile - Giorgio De Lullo, attore e regista teatrale italiano († 1981)
- 24 aprile - Luigi Infantino, tenore italiano († 1991)
- 24 aprile - Gerhard Lusenti, calciatore svizzero († 1996)
- 24 aprile - Kjell Rosén, calciatore svedese († 1999)
- 24 aprile - Lou Rossini, allenatore di pallacanestro statunitense († 2005)
- 25 aprile - Karel Appel, pittore e scultore olandese († 2006)
- 25 aprile - Pietro Borrotzu, partigiano italiano († 1944)
- 25 aprile - Perry Broad, militare brasiliano († 1993)
- 25 aprile - Ferruccio Castiglioni, scacchista italiano († 1971)
- 25 aprile - Louis Desgraves, bibliotecario e storico francese († 1999)
- 25 aprile - Margherita Guidacci, poetessa e traduttrice italiana († 1992)
- 25 aprile - Luciano Luberti, criminale e militare italiano († 2002)
- 26 aprile - Tullio Abelli, politico italiano († 1976)
- 26 aprile - Jimmy Giuffre, compositore, clarinettista e sassofonista statunitense († 2008)
- 26 aprile - François Picard, pilota automobilistico francese († 1996)
- 26 aprile - Pierre Pierlot, oboista francese († 2007)
- 26 aprile - Luigi Tandura, militare e partigiano italiano († 1944)
- 26 aprile - Sergio Tesi, politico italiano († 2016)
- 26 aprile - Wee Tian Siak, cestista taiwanese († 2004)
- 27 aprile - Abdelmalek Benhabyles, politico algerino († 2018)
- 27 aprile - Joachim Brendel, aviatore tedesco († 1974)
- 27 aprile - Robert Dhéry, attore, regista e sceneggiatore francese († 2004)
- 27 aprile - Pietro Mitolo, militare e politico italiano († 2010)
- 28 aprile - Iacopo Barsotti, matematico italiano († 1987)
- 28 aprile - Whitey Dienelt, cestista statunitense († 1990)
- 28 aprile - Simin Dāneshvar, scrittrice e traduttrice iraniana († 2012)
- 28 aprile - Sandro Sinigaglia, poeta e partigiano italiano († 1990)
- 29 aprile - Hervé Le Boterf, scrittore e giornalista francese († 2000)
- 29 aprile - Tommy Noonan, attore statunitense († 1968)
- 29 aprile - Novella Parigini, pittrice italiana († 1993)
- 29 aprile - Adib Taherzadeh, personalità religiosa iraniano († 2000)
- 30 aprile - Giulio Bertola, direttore d'orchestra e direttore di coro italiano († 2008)
- 30 aprile - Ricardo Blasco, regista e sceneggiatore spagnolo († 1994)
- 30 aprile - Osvaldo Peretti, calciatore argentino († 2015)